# بحر الصين الجنوبي

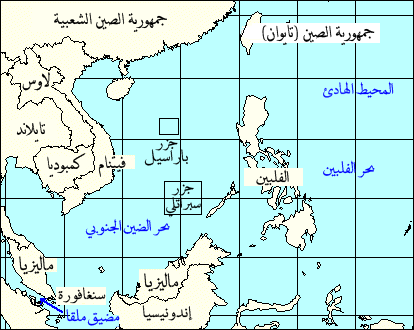
بحر جنوب الصين

بحر جنوب الصين وعرفه المسلمون باسم بحر الصنف (بالصينية: 南海) هو بحر هامشي متجزئ من المحيط الهادي، يشمل المنطقة من سنغافورة ومضيق ملقا إلى مضيق تايوان، ومساحته تقارب 3,500,000 كم2. تأتي أهمية هذه المنطقة نتيجةً لعبور ثلث الشحنات البحرية العالمية بمياهه، كذلك ويُعتقد أنه يحتوي على احتياطات هائلة من النفط والغاز الطبيعي تحت رمال قاعه. يعد أكبر بحر في العالم (هو والبحر المتوسط) بعد المحيطات الخمسة.
يقع بحر جنوب الصين:
- جنوب البر الصيني الرئيسي، متضمنا جزيرة تايوان شرقاً.
- غرب الفلبين.
- شرق شبه الجزيرة الماليزية وسوماترا، وصولا إلى مضيق ملقا غرباً
- الجهة الشمالية لجزر بانغكا - بليتونغ وبورنيو.

تصنع جزر بحر الصين الجنوبي (الصغيرة جداً) أرخبيلا ويتضمن المئات من هذه الجزر. يتصارع العديد من الدول على حقوق السيادة لهذا البحر وجزره (معظمها غير مأهولة). ويظهر أثر هذا الصراع على وجود العديد من المسميات لتلك الجزر وأيضا البحر في اللغات المختلفة في هذه المنطقة.
في غرب المحيط الهادي بين منطقة جنوب شرق آسيا، وتايلند، والفلبين، ويرتبط ببحر شرق الصين بواسطة مضيق تايوان. الجزء الجنوبي الغربي للبحر (من خليج تايلند إلى بحر جاوة) هو سهل هائل مغمور بالمياه يسمى برصيف سندا؛ الماء في كافة أنحاء هذه المنطقة الواسعة ضحل غالباً (أقل من 200 قدم أو 61 متر). على النقيض من ذلك، الجزء الشمالي الشرقي للبحر عميق، تصل أعماقه إلى حوالي 18000 قدم (5490 متر). نهر اللؤلؤ، والنهر الأحمر، وميكونغ، ونهر تشاو فرايا هم أطول الأنهار التي تصبّ في بحر جنوب الصين.

## الأسماء
يعد مصطلح بحر الصين الجنوبي هو المصطلح السائد المستخدم في الإنجليزية للإشارة إلى البحر، وهو مرادف في معظم اللغات الأوروبية. جاءت هذه التسمية نتيجة الاهتمام الأوروبي المبكر بالبحر كطريق من أوروبا وجنوب آسيا إلى الفرص التجارية المتاحة للصين. أطلق عليه البحارة البرتغاليون في القرن السادس عشر اسم بحر الصين؛ وبسبب الحاجة لاحقًا للتمييز بينه وبين المسطحات المائية المجاورة له سمي بحر الصين الجنوبي. تشير المنظمة الهيدروغرافية الدولية إلى البحر باسم بحر الصين الجنوبي (نان هان).
يعطي إيتسوشو، وهو سجل لسلالة تسو الغربية (1046-771 قبل الميلاد)، أول اسم صيني لبحر الصين الجنوبي تحت مسمى نانفانغ هاي، مدعيًا أن البرابرة من ذلك البحر دفعوا جزية من سلاحف البحر صقرية المنقار إلى حكام تسو. أشار كتاب الكلاسيكي من الشعر، تسو زوان، وكلاسيكيات غويو في فترة الربيع والخريف (771-476 قبل الميلاد) إلى البحر أيضًا لكن باسم نان هاي، في إشارة إلى حملات دولة تشو هناك. كان بحر نان هاي، أي البحر الجنوبي، أحد البحار الصينية الأربعة المذكورة في الأدب. يوجد ثلاثة بحار أخرى كل واحد منها في أحد الاتجاهات الأساسية الأربعة. أطلق الحكام الصينيون خلال عهد أسرة هان الشرقية (23-220 ميلادي)، على البحر اسم تسانغ هاي. أصبحت تسمية في هاي شائعة خلال فترة حكم السلالات الشمالية والجنوبية. أصبح استخدام الاسم الصيني الحالي نان هاي (البحر الجنوبي)، شائعًا بصورة تدريجية خلال فترة حكم سلالة كينغ.
كان يطلق عليه فيما مضى بحر تشامبا أو بحر تشام، وذلك نسبة إلى مملكة تشامبا البحرية التي ازدهرت هناك قبل القرن السادس عشر. خضع الجزء الأكبر من البحر لسيطرة البحرية اليابانية خلال الحرب العالمية الثانية بعد الاستحواذ العسكري على العديد من مناطق جنوب شرق آسيا المحيطة في عام 1941. تطلق اليابان على البحر اسم مينامي شينا كاي «بحر الصين الجنوبي». كان يكتب هذا الاسم بالشكل 南支那海 حتى عام 2004، عندما حولت وزارة الخارجية اليابانية ووزارات أخرى التهجئة لتصبح 南シナ海، والتي أصبحت الاستخدام المعياري في اليابان. تعد تسمية «بحر الفيليبين الغربي» هي التسمية الرسمية التي تستخدمها الحكومة الفيليبينية للأجزاء الشرقية من بحر الصين الجنوبي الواقعة ضمن المنطقة الاقتصادية الخاصة بالفيليبين. يستخدم المصطلح أيضًا في بعض الأحيان على نحو خاطئ للإشارة إلى بحر الصين الجنوبي بشكل كامل.
يسمى في الصين «البحر الجنوبي»، وفي فيتنام «البحر الشرقي». كان يطلق عليه لفترة طويلة في ماليزيا وإندونيسيا والفيليبين «بحر الصين الجنوبي»، ويسمي الفيليبينيون الجزء الموجود داخل المياه الفيليبينية الإقليمية «بحر لوزون»، داغات لوزون.
من ناحية ثانية، وبعد تصعيد نزاع جزر سبريتلي في عام 2011، بدأت العديد من الوكالات الحكومية الفيليبينية المختلفة باستخدام تسمية بحر الفيليبين الغربي. قال متحدث باسم إدارة الخدمات الجوية والجيوفيزيائية والفلكية الفيليبينية (باغاسا) إن اسم البحر الواقع إلى شرق الفيليبين سيبقى بحر الفيليبين. في سبتمبر من عام 2012، وقع الرئيس الفيليبيني بينيغنو آكينو الثالث الأمر الإداري رقم 29، الذي يفرض فيه على الوكالات الحكومية استخدام اسم بحر الفيليبين الغربي للإشارة إلى الأجزاء من بحر الصين الجنوبي الواقعة في المنطقة الاقتصادية الخالصة للصين، بما فيها بحر لوزون إضافة إلى المياه حول مجموعة جزر كالايان وباجو دي ماسينلوك وداخلها وبجوارها، وكلفت الهيئة الوطنية لرسم الخرائط وللمعلومات المتعلقة بالموارد (ناميريا) باستخدام الاسم في الخرائط الرسمية.
في يوليو عام 2017، أعادت إندونيسيا، تأكيدًا منها لسيادتها، تسمية الروافد الجنوبية للمنطقة الاقتصادية الخاصة بها في بحر الصين الجنوبي لتصبح «بحر ناتونا الشمالي»، الذي يقع شمالي جزر ناتونا الإندونيسية، المتاخمة للمنطقة الاقتصادية الخالصة لفيتنام الجنوبية، والمقابلة للطرف الجنوبي من بحر الصين الجنوبي. يقع «بحر ناتونا» جنوب جزر ناتونا، داخل المياه الإقليمية الإندونيسية. لذلك سمت إندونيسيا بحرين يعتبران أجزاء من بحر الصين الجنوبي؛ يقع بحر ناتونا بين جزر ناتونا وأرخبيلي لينقا وتامبيليان، ويقع بحر ناتونا الشمالي بين جزر ناتونا وكاب كا ماو على الطرف الجنوبي من إقليم ديلتا ميكونغ في فيتنام.

## جغرافيًا
وفقًا لكتاب حدود المحيطات والبحار من المنظمة الهيدروغرافية الدولية (آي إتش أو)، الإصدار الثالث (1953)، فإنه يقع:
- جنوب بر الصين الرئيسي؛
- جنوب هاينان؛
- غرب تايوان؛
- شرق فيتنام؛
- غرب الفيليبين؛
- شرق شبه جزيرة مالايو، حتى المدخل الشرقي لمضيق سنغافورة، وجنوب جزر بينتان وباتام؛
- جنوبي شرق ساحل لسومطرة؛
- شمال جزر بانغكا بليتونغ وبورنيو.

من ناحية ثانية، وفي مسودتها غير الموافق عليها الإصدار الرابع (1986)، طرحت المنظمة الهيدروغرافية الدولية أن يكون بحر ناتونا من شمال جزر بانغكا بليتونغ إلى شمال وشمال شرق جزر ناتونا.
تشمل الدول والأقاليم التي لديها حدود على البحر (عقارب الساعة من الشمال): جمهورية الصين الشعبية، وجمهورية الصين (تايوان)، والفيليبين، وماليزيا، وبروني، وإندونيسيا وفيتنام.
تشمل الأنهار الرئيسية التي تصب في بحر الصين الجنوبي كل من أنهار بيرل، ومين، وجيولونغ، وريد، وميكونغ، وراجانغ، وباهانغ، وأغنو، وبامبانغا وباسيغ.

## سمات جيولوجية
يقع البحر فوق جرف قاري مغمور؛ كان مستوى سطح البحر العالمي أقل بمئات الأمتار خلال العصور الجليدية الأخيرة، وكان بورنيو جزءًا من البر الرئيسي الآسيوي.
انفتح بحر الصين الجنوبي قبل نحو 45 مليون عام، عندما انشقت منطقة «الأرض الخطرة» بعيدًا عن جنوب الصين. بلغ الامتداد ذروته من خلال تمدد قاع البحر قبل نحو 30 عامًا، وهي سلسلة تغييرات انتشرت باتجاه الجنوب الغربي مؤدية إلى تشكيل الحوض على شكل حرف V الذي نراه اليوم. توقف التمدد منذ نحو 17 مليون عام. استمرت الجدالات حول دور البثق التكتوني في تشكيل الحوض. ناقش بول تابونيير وزملاءه أن اصطدام الهند بآسيا يدفع إندونيسيا إلى الجنوب الشرقي. أدى القص النسبي بين إندونيسيا والصين إلى شق (فتح) بحر الصين الجنوبي. تعد وجهة النظر هذه موضع نزاع بين علماء الجيولوجيا الذين لا يعتبرون أن إندونيسيا تحركت بعيدًا بالنسبة للبر الرئيسي لآسيا. أظهرت الدراسات الجيوفيزيائية البحرية التي أجراها بيتر كليفت في خليج تونكين أن صدع النهر الأحمر كان نشطًا، وسبب تشكيل الحوض على الأقل قبل 37 عاماً في جنوب غرب بحر الصين الجنوبي، وذلك بشكل متسق مع البثق الذي لعب دورًا في تشكيل البحر. كان بحر الصين الجنوبي منذ انشقاقه مستودعًا لأحجام كبيرة من الرواسب القادمة من نهر ميكونغ، والنهر الأحمر ونهر بيرل. تعد العديد من هذه الدلتا غنية بالنفط والغاز.